# آرنساید
آرنساید (به انگلیسی: Arnside) یک روستا و محله مدنی در بریتانیا است که در ساوت لیکلند واقع شده‌است. آرنساید ۲٬۳۳۴ نفر جمعیت دارد.